# Mediocalcar
Mediocalcar је род скривеносеменица, из породице орхидеја Orchidaceae. Пореклом је из Нове Гвинеје, источне Индонезије и острва западног Пацифика.

## Врсте
1. Mediocalcar agathodaemonis J.J.Sm.
2. Mediocalcar arfakense J.J.Sm.
3. Mediocalcar bifolium J.J.Sm.
4. Mediocalcar brachygenium Schltr.
5. Mediocalcar bulbophylloides J.J.Sm.
6. Mediocalcar congestum Schuit.
7. Mediocalcar crenulatum J.J.Sm.
8. Mediocalcar decoratum Schuit.
9. Mediocalcar geniculatum J.J.Sm.
10. Mediocalcar papuanum R.S.Rogers
11. Mediocalcar paradoxum (Kraenzl.) Schltr.
12. Mediocalcar pygmaeum Schltr.
13. Mediocalcar stevenscoodei P.Royen
14. Mediocalcar subteres Schuit.
15. Mediocalcar umboiense Schuit.
16. Mediocalcar uniflorum Schltr.
17. Mediocalcar versteegii J.J.Sm.

## Лтература
- Pridgeon, A.M., Cribb, P.J., Chase, M.A. & Rasmussen, F. eds. (1999). Genera Orchidacearum 1. Oxford Univ. Press.
- Pridgeon, A.M., Cribb, P.J., Chase, M.A. & Rasmussen, F. eds. (2001). Genera Orchidacearum 2. Oxford Univ. Press.
- Pridgeon, A.M., Cribb, P.J., Chase, M.A. & Rasmussen, F. eds. (2003). Genera Orchidacearum 3. Oxford Univ. Press
- Berg Pana, H. 2005. Handbuch der Orchideen-Namen. Dictionary of Orchid Names. Dizionario dei nomi delle orchidee. Ulmer, Stuttgart